# Fernando Paniagua
Fernando Manuel Paniagua Marchena (Nicoya, 9 de septiembre de 1988) es un exfutbolista costarricense, se desempeñó como volante defensivo o mediocampista central.

## Clubes
| Club           | País       | Año         |
| -------------- | ---------- | ----------- |
| Saprissa       | Costa Rica | 2008 - 2013 |
| UCR (préstamo) | Costa Rica | 2013 - 2014 |
| IK Start       | Noruega    | 2014        |
| UCR            | Costa Rica | 2015 - 2016 |

## Estadísticas

### Clubes
- Actualizado al último partido jugado el 24 de octubre de 2015.

| Club       | Div.       | Temporada | Liga  | Liga  | Liga   | Copas nacionales(1) | Copas nacionales(1) | Copas nacionales(1) | Torneos internacionales(2) | Torneos internacionales(2) | Torneos internacionales(2) | Total | Total | Total  | Media goleadora(3) |
| Club       | Div.       | Temporada | Part. | Goles | Asist. | Part.               | Goles               | Asist.              | Part.                      | Goles                      | Asist.                     | Part. | Goles | Asist. | Media goleadora(3) |
| ---------- | ---------- | --------- | ----- | ----- | ------ | ------------------- | ------------------- | ------------------- | -------------------------- | -------------------------- | -------------------------- | ----- | ----- | ------ | ------------------ |
|            |            |           |       |       |        |                     |                     |                     |                            |                            |                            |       |       |        |                    |
|            | 2005       | 1         | -     | -     | -      | -                   | -                   | -                   | -                          | -                          | 1                          | 0     | 0     | 0      |                    |
| 2006       | 29         | 4         | ?     | 7     | 2      | ?                   | -                   | -                   | -                          | 36                         | 6                          | ?     | 0,17  |        |                    |
| Total club | Total club | 30        | 4     | ?     | 7      | 2                   | ?                   | 0                   | 0                          | 0                          | 37                         | 6     | ?     | 0,16   |                    |
| Total club | Total club | 241       | 19    | 38    | 29     | 1                   | 1                   | 61                  | 5                          | 11                         | 329                        | 25    | 50    | 0,06   |                    |